# NGC 5796
NGC 5796 is een elliptisch sterrenstelsel in het sterrenbeeld Weegschaal. Het hemelobject werd op 23 mei 1884 ontdekt door de Duitse astronoom Ernst Wilhelm Leberecht Tempel.

## Synoniemen
- MCG -3-38-39
- PGC 53549